# Prinzesschen
Singles de LaFee
Virus Was ist das
Pistes de LaFee (album)
Virus
Prinzesschen (Anglais: Little Princess) est une chanson écrite par Bob Arnz et Gerd Zimmermann et enregistrée par la chanteuse allemande LaFee. Il est le deuxième single de LaFee. Une version anglaise de la chanson, intitulée "Little Princess", plus tard, est apparu sur le troisième album studio LaFee Shut Up.

## Liste des chansons
CD Maxi Single
1. Prinzesschen - 4:28
2. Prinzesschen (Club version) - 4:23
3. Prinzesschen (Radio version) - 3:37
4. Verboten - 3:48

## Charts
| Charts    | Meilleure position |
| --------- | ------------------ |
| Allemagne | 11                 |
| Autriche  | 10                 |
| Suisse    | 25                 |